# Inkey
Inkey je hrvatsko-mađarska obitelj podrijetlom iz Međimurja. Petar Inkey je 1630. kupio zemlju oko trgovišta Kotoriba i Legrad, a njegov sin Ivan (1680. – 1747.) postao je kapetan Legrada (1707. ) i kupio Imbriovec u Podravini. Franjo Inkey je bio legradski kapetan 1680. Ivan Inkey se 1707., 1710., te od 1715. do 1730. spominje kao podžupan Zaladske županije. Baltazar Inkey se 1757. – 1758. također spominje kao prvi podžupan, a 1758. – 1761. kao drugi podžupan u istoj županiji. Snaga ove obitelji je bila najveća u 19. stoljeću kada su s vremenom unaprijedili vlastelinstvo Rasinja, koje su stekli krajem 18. stoljeća. Najpoznatiji predstavnik obitelji je Ferdinand Inkey.
U Mađarskoj su imali poznate posjede u Berinji, gdje su imali dvorac, zatim dvorce u Somogybabodu, Somogytúru te kuriju.
.